# Gérard Mourou
Gérard Albert Mourou (* 22. června 1944, Albertville) je francouzský fyzik, specializující se na laserovou techniku. Roku 2018 obdržel Nobelovu cenu za fyziku, a to za metodu generování velmi intenzivních ultrakrátkých optických pulzů. Cenu sdílel s Američanem Arthurem Ashkinem a Kanaďankou Donnou Stricklandovou.
Vystudoval fyziku na Université Grenoble-Alpes, absolvoval roku 1967. Poté působil na Université Laval v Québecu, doktorát získal roku 1973 na Univerzitě Paříž VI (dnes součást Sorbonny). Poté bádal na University of California v San Diegu, na École Polytechnique v Paříži, na University of Rochester a University of Michigan v Ann Arboru, aby se roku 2005 vrátil do Francie a byl do roku 2008 ředitelem Laboratoře aplikované optiky na École Polytechnique.
Při působení na Rochesterské univerzitě vyvinuli spolu s jeho studentkou Donnou Stricklandovou technologii CPA (Chirped Pulse Amplification). Právě za ni oba získali společně polovinu Nobelovy ceny. Jejich společný objev umožnil vývoj laserových systémů s velmi vysokým výkonem a jejich zcela nové využití v průmyslu či v lékařství - femtosekundové laserové pulsy se začaly používat například při operacích oka.
Byl duchovním otcem evropského výzkumného projektu ELI (Extreme Light Infrastructure), jehož jedno z center je v České republice, v Dolních Břežanech (další centra jsou v Maďarsku a Rumunsku). Na finální podobě projektu se ovšem nepodílel, když se mu nepodařilo prosadit myšlenku jednoho centra.